# Dor Dviri
Dor Dviri est un coureur cycliste israélien, né le 1er octobre 1984.

## Biographie
Il a notamment remporté trois fois le championnat d'Israël sur route (2003, 2004 et 2006).

## Palmarès
- 2003
  -  Champion d'Israël sur route
- 2004
  -  Champion d'Israël sur route
- 2006
  -  Champion d'Israël sur route
- 2010
  - Apple Race
  - Tour d'Arad
- 2012
  - Tour d'Eilat
- 2017
  - Hets Hatsafon

## Classements mondiaux
| Année           | 2005   | 2006 | 2007 | 2008 | 2009 | 2010 | 2011   | 2012 | 2013 | 2014 | 2015   | 2016 | 2017 | 2018   |
| --------------- | ------ | ---- | ---- | ---- | ---- | ---- | ------ | ---- | ---- | ---- | ------ | ---- | ---- | ------ |
| UCI Europe Tour | 1 213e | 410e |      |      |      |      | 1 168e |      |      |      | 1 230e |      |      | 1 923e |